# Село имени Калинина (Дагестан)
Имени Калинина (Калинино) — село в Кизлярском районе Дагестана. Входит в состав Большеарешевского сельского поселения.

## Географическое положение
Населённый пункт расположен на берегу канала Курутерек, в 9 км к юго-востоку от центра сельского поселения — Большая Арешевка и в 32 км к северо-востоку от города Кизляр.

## История
Село было основано в 1927 году. Для обеспечения землёй малоземельных крестьян из горских евреев, на плоскости был создан Ларинский сельсовет в составе двух переселенческих поселков имени Николая Щорса (ныне имени Калинина) и имени Ларина (в настоящее время не существует). Социально-культурная неустроенность поселка, а также отсутствие воды в нём привело к тому, что большая часть населения впоследствии покинуло его. В 1929 г. горские евреи переселились в село Аглоби и совхозы г. Дербент, а в поселок вселилось 50 семей немцев. Ими в селе был организован колхоз "Ландбауэр".

## Население
| 1926 | 1970 | 1989 | 2002 | 2010 | 2021 |
| ---- | ---- | ---- | ---- | ---- | ---- |
| 262  | ↘246 | ↘169 | ↘80  | ↗87  | ↘82  |

Национальный состав
По результатам Всероссийской переписи населения 2010 года:
| № | Национальность | Численность, чел. | Доля   |
| - | -------------- | ----------------- | ------ |
| 1 | даргинцы       | 80                | 92,0 % |
| 2 | другие         | 7                 | 8,0 %  |

По данным Всероссийской переписи населения 2010 года, в селе проживало 87 человек (48 мужчин и 39 женщин).